# Haemulopsis
Haemulopsis – rodzaj ryb z rodziny luszczowatych.

## Klasyfikacja
Gatunki zaliczane do tego rodzaju:
- Haemulopsis axillaris
- Haemulopsis elongatus
- Haemulopsis leuciscus
- Haemulopsis nitidus